# 拉廊犁頭鰩
拉廊犁頭鰩（學名：Rhinobatos ranongensis），又稱拉廊琵琶鱝，為軟骨魚綱犁頭鰩目犁頭鰩科犁頭鰩屬的其中一種，被IUCN列為易危保育類動物，分布於東印度洋安達曼海海域，深度30至69公尺，本魚體延長而平扁，吻寬短而呈三角形，寬度為體長的31-33％，長度為寬度的1.3-1.4倍；吻部適度延長，其長度為呼吸孔間距的3-3.2倍，眶間寬度的4.1-4.4倍，眼橢圓形，瞬膜不發達，口窄為體長的5.4-6.0% ，口前長度為口內距的6.3-6.9倍，後鼻瓣寬闊，氣孔褶2條，外褶稍高於內褶，齒細小而多，舖石狀排列，上顎有68-82排牙齒，口裂橫向，唇褶發達，鰓裂及其間隙較窄，第五鰓裂間距為腹頭長的-3.2倍；鰓前感覺孔系統明顯，延伸至第一鰓裂邊緣的正後方，眶上、肩胛區有棘狀斑塊，沿背中線排列不明顯，在胸鰭基部內側，斜向，背鰭兩個，位於尾部，背鰭小，前鰭高為體長的5.4-6.2%，背間距離為第一背鰭基部的2.9-3.3倍，尾鰭短小，上葉較大，下葉突出，後部無缺刻，背鰭前方呈褐色，後部呈暗色；成魚的背盤大部分均勻呈褐色，沒有斑點或明顯的斑塊，體長可達64.5公分，棲息於沿海海域，為底棲性魚類，肉食性，卵胎生，生活習性不明。